# ポリュクレイトス

ポリュクレイトス『ドリュポーロス（槍を持つ人）』（複製）。古典的なコントラポストの初期の例。

ポリュクレイトス（Polykleit or Polyklitos, Polycleitus, Polyclitus, ギリシャ語：Πολύκλειτος）は、紀元前5世紀〜紀元前4世紀初期の古代ギリシアのブロンズ像の彫刻家。大ポリュクレイトス（Polykleitos the Elder）とも呼ばれる。ペイディアス、ミュロン、クレシラスに続く、古典時代（en:Classical antiquity）の重要な彫刻家。大プリニウスが美術のことを書くのに参考にした、紀元前4世紀のクセノクラテスが書いたとされるカタログ（Xenocratic catalogue）では、ペイディアスとミュロンの間にランクづけされている。

## 概要
ギリシア人たちの意見では、ポリュクレイトスはアルゴス派で、同時代のペイディアスと肩を並べるということだった。しかし、ポリュクレイトスがエフェソスのために作ったアマゾン像は、同じ時代にペイディアスやクレシラスが作ったアマゾン像よりも優れていると考えられた。また、アルゴスのヘーラー神殿（ヘライオン、Argive Heraion, en:Heraion of Argos）の、金と象牙で作られたポリュクレイトスの巨大なヘーラーの崇拝像は、ペイディアスのゼウス像と同格だとされた。ポリュクレイトスの作った有名な男性ヌードのブロンズ像『ドリュポーロス（槍を持つ人）』は、ローマ時代のおびただしい複製のフォルムの中に生き残っている。ポリュクレイトスはブロンズ鋳造の神々や運動選手の彫像を多く作った。その中には、『ディスコポーロス』（en:Discophoros）、『ディアデュメノス（ディアデマ（en:Diadem (personal wear)）をつけた人）』（en:Diadumenos）がる。大プリニアスによると、かつてリュシマキア（en:Lysimachia (Thrace)）にあったヘルメース像もそうだという。ポリュクレイトスの『アストラガリゾンテス（お手玉遊びをする少年たち）』（Astragalizontes）は皇帝ティトゥスが奪って、自分のアトリウムの上座に置いた。
ポリュクレイトスは、ペイディアスとともに、クラシカル時代のスタイルを作り出した。ポリュクレイトスの作品は何一つ現存していないが、ローマ時代の大理石複製とオリジナルを識別する文献が、ポリュクレイトスの彫刻の見た目の全体像を伝えてくれる。そのスタイルの本質的要素はゆったりと均整の取れたポーズで、重心を移動したバランスは今日コントラポスト（en:Contrapposto）と呼ばれ、ポリュクレイトスの名声の源である、くつろいだ自然さを示している。

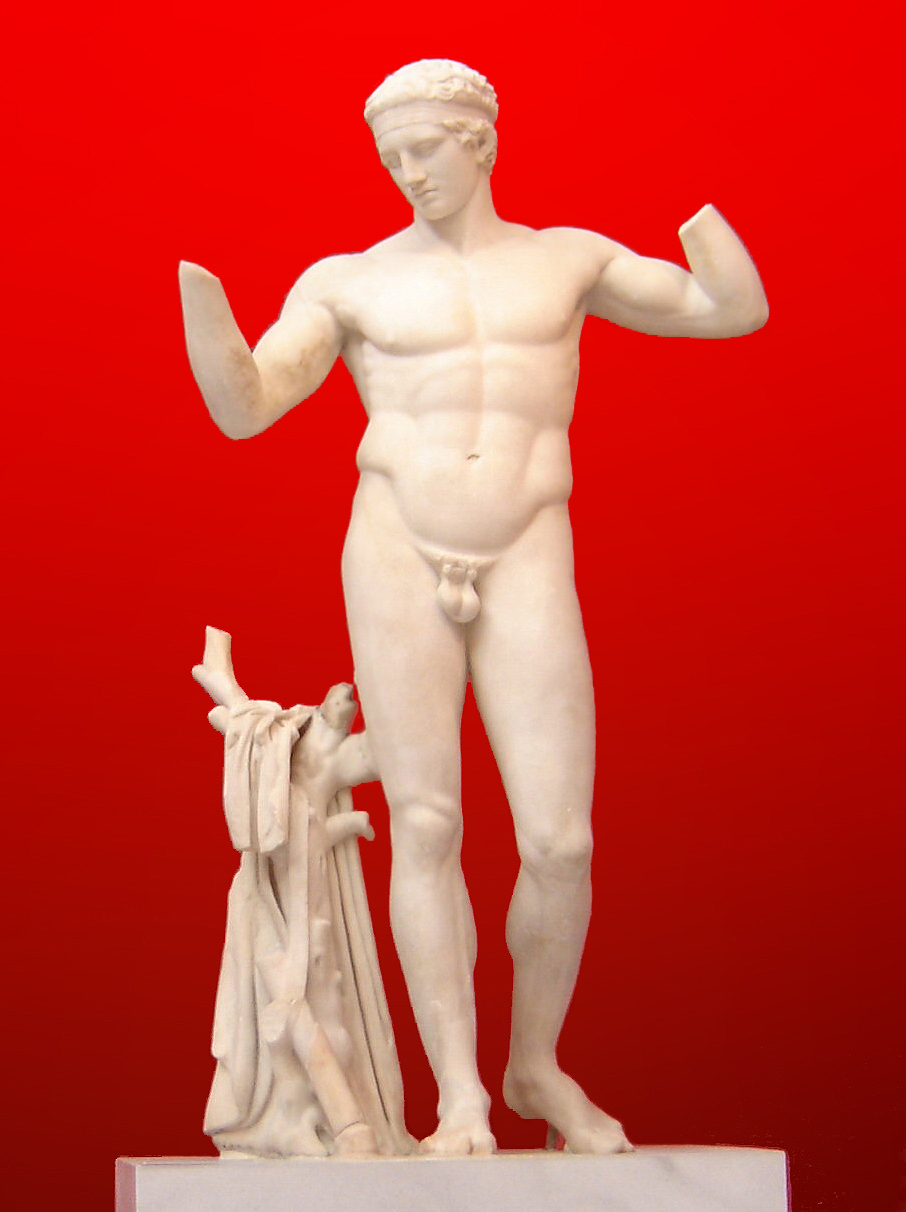
ポリュクレイトス『ディアデュメノス』のローマの大理石複製。アテネ国立考古学博物館所蔵。

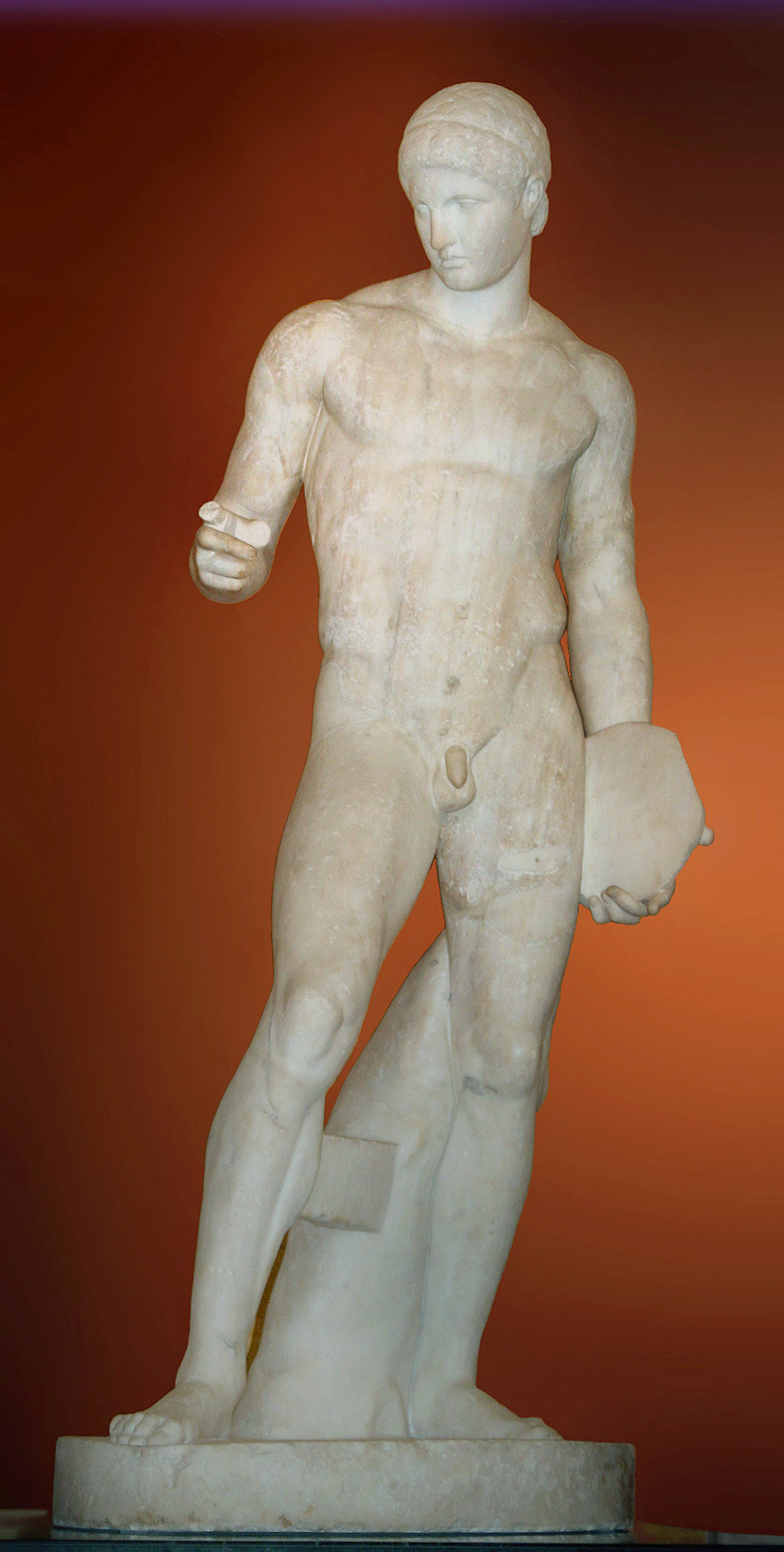
ポリュクレイトス『ディスコポーロス』（複製）。大英博物館所蔵。

ポリュクレイトスは意図的に彫刻への新しいアプローチを創造した。ポリュクレイトスは、『カノン』という論文を執筆し、さらにその美学理論を試みる男性ヌード像を例として作り、それは美術家たちから『ポリュクレイトスのカノン』と呼ばれたこのブロンズ像は現存していないが、古代の著述家たちの本が伝えるところでは、その主な理論は、「シンメトリア（symmetria）」、ヒポクラテスのいう「イソノミア（isonomia、釣り合い）」、「リュトモス（rhythmos）」という言葉で表現されている。「完全性は多数の要素（para mikron）の集まりから成る、と彼は言った」。彫刻は定義可能な部分から明確に構成され、すべては理想的数学的プロポーションおよびバランスの体系から他の部分に対して関係しなければならないというポリュクレイトスの言葉から、著述家たちが、ピタゴラスが音階の完全な間隔に対して打ち立てた比率、1:2（オクターヴ）、2:3（完全5度）、3:4（完全4度）の用語を用いたことは疑いない。ポリュクレイトスの鋳造原型が粘土で作られたことの正確な詳細は、プルタルコスの『モラリア』（en:Moralia）の中で繰り返される有名な言及、「作業は爪に粘土がたまると最もつらい」が示している。
。
ポリュクレイトスとペイディアスは後進のための学校（流派）を持った最初の世代のギリシア彫刻家だった。ポリュクレイトスの学校は少なくとも3世代続いたが、最も華々しかったのは紀元前3世紀代の終わりから紀元前2世紀初期までであった。ローマの著述家、大プリニウスとパウサニアスはポリュクレイトスの学校にいた約20人の彫刻家の名前を挙げ、彼らがポリュクレイトスが設定したバランスの理論と定義を厳守していたことを書いている。ポリュクレイトスの後継者として最も有名なのが、スコパスとリュシッポスである。
息子のポリュクレイトス（en:Polykleitos the Younger）が活動したのは紀元前4世紀で、運動選手の彫刻を作ったが、名声を得たのはむしろ建築家としてだった。エピダウロスの劇場を設計したのは彼である。